# Anthony Arndt
Anthony Arndt (* 27. Oktober 1952 in London, England) ist ein deutscher Schauspieler und ehemaliger Radrennfahrer.

## Leben und Wirken

### Radsport / Moderation
Ab den 1970er Jahren war Anthony Arndt ein erfolgreicher Elite-Radrennfahrer. Auch nach seiner aktiven Sport-Laufbahn arbeitete er hin und wieder als Moderator für Radrennen, beispielsweise beim Sparkassen Giro Bochum. Darüber hinaus moderierte Arndt die Tour de France, Giro d’Italia, sowie die Deutschland Tour.

### Schauspiel
Im Jahr 1988 ging Arndt als Reprisen-Clown zum Circus Roncalli, wo er bei Dreharbeiten zur Fernsehserie Roncalli als Schauspieler entdeckt wurde. In der Fernsehserie spielt Arndt in vier Folgen die Rolle des Weiss-Clown. Ab Anfang der 1990er Jahre wirkte er dann regelmäßig in deutschen Fernsehproduktionen, Kinofilmen und Kurzfilmen mit und arbeitete beispielsweise unter der Regie von Thomas Bohn, Carlo Rola, Claude-Oliver Rudolph und Rolf Silber. Einem breiteren Publikum wurde Arndt durch seine Rolle als Modezar Fausto Valentini in der ZDF-Serie Jede Menge Leben bekannt. Des Weiteren spielte er unter anderem in Filmen wie Der Schattenmann, Ebbies Bluff oder Peanuts – Die Bank zahlt alles mit. Der Kurzfilm Ex Animo, in dem er die Hauptrolle verkörpert, war 2019 für den 99Fire-Films-Award nominiert. Im Kinofilm Postings der Regisseurin Lina Victoria Schmeink spielt Arndt eine der Hauptrollen. In der am 11. März 2020 ausgestrahlten Fernsehserie Unsere wunderbaren Jahre ist er als Herr Krasemann zu sehen.
Arndt ist Mitglied im Bundesverband Schauspiel (BFFS).
Er lebt in Witten und hat eine Tochter, Bianca Arndt, die auch Schauspielerin ist.

## Filmografie (Auswahl)
- 1986: Roncalli (Fernsehserie), (Mitwirkung in vier Folgen von 1986 bis 1987)
- 1993: Ebbies Bluff
- 1993: Wilde Jahre (Kinofilm)
- 1994: Die Wache (Fernsehserie)
- 1994: Der Prinz und der Prügelknabe (The Whipping Boy)
- 1994: Voll normaaal
- 1995: Jede Menge Leben (Fernsehserie), (Mitwirkung in mehreren Folgen von 1995 bis 1996)
- 1995: Zwei Partner auf sechs Pfoten (Fernsehserie)
- 1995: Unter uns (Seifenoper)
- 1996: Echte Kerle
- 1996: Der Schattenmann (Fernsehthriller)
- 1996: Peanuts – Die Bank zahlt alles
- 1998: Helden und andere Feiglinge (Kinofilm)
- 1999: Straight Shooter
- 2003: Dirty Sky (Spielfilm)
- 2003: SK Kölsch (Fernsehserie)
- 2008: Einmal Toskana und zurück (Fernsehfilm)
- 2011: The End - A Contract With the Devil (Spielfilm)
- 2016: Radio Heimat
- 2017: Die dunkle Kammer (Kurzfilm)
- 2017: Pottoriginale: Roadmovie (Spielfilm)
- 2017: The Claim (Spielfilm)
- 2017: Strict Rules (Spielfilm)
- 2018: Anwälte der Toten (Fernsehserie)
- 2018: Raus (Kinofilm)
- 2019: Ex Animo (Kurzfilm)
- 2020: Unsere wunderbaren Jahre (Fernsehserie)
- 2020: Tatort: Es lebe der König! (Krimireihe)
- 2021: Stand Up! Was bleibt, wenn alles weg ist (Kinofilm)
- 2021: Unter uns (Fernsehserie), (Mitwirkung in zwei Folgen)

## Sonstiges
- Anthony Arndt veröffentlichte sechs Ausgaben eines Einladungsguide (Restaurantführer), der über die Ruhr Nachrichten vertrieben wurde und im deutschen Buchhandel erhältlich war.[6]